# 戦闘竜
戦闘竜（せんとりゅう、1969年7月16日 - ）は、アメリカの元総合格闘家、大相撲力士である。東京都立川市生まれ。志村道場/ファイティング・ドラゴン所属。なおCage Rageで試合をする際は本名のヘンリー・ミラーで出場している。大相撲力士時代の体格は、身長176cm、体重144kg。株式会社KPに所属している。「戦闘竜」と書くが「せんとうりゅう」ではなく「せんとりゅう」が正しい。

## 来歴
父は横田基地に所属した米軍のコンピューター技術師。母は日本人。東京都立川市に生まれ、6歳まで日本（横田基地）に暮らした。
- 1975年にアメリカ合衆国ミズーリ州セントルイスに転居。
- 1987年に高校を卒業した後、親戚に勧誘され再び来日、大相撲の友綱部屋に入門。四股名は、セントルイスにちなんで「戦闘竜（せんとりゅう）」。1988年7月場所初土俵を踏み、1994年11月場所でアメリカ合衆国本土出身力士、および黒人力士としては初の十両昇進を果たした。立川市出身者と扱った場合も史上初となる。その後は怪我もあり苦労したが2000年7月場所に12年[1]かかったが新入幕を果たした。高校卒業まで続けたアメリカンフットボール、レスリングの爆発力を活かし、強烈な突き、押しを得意とするも、引き技などの変化についていけない場面が目立ち、怪我にも泣かされ幕内に定着できなかった。2003年11月場所幕下で負け越したのを最後に現役を引退した。
- 2004年、プロ格闘家に転向。2月15日、PRIDE 武士道 -其の弐-のリングに上がり、PRIDE参戦を発表した[2]。
  - 4月25日、総合格闘技デビュー戦となったPRIDE GRANDPRIX 2004 開幕戦のヘビー級グランプリ1回戦でジャイアント・シルバと対戦し、チキンウィングアームロックで一本負け。
  - 10月14日、PRIDE 武士道 -其の伍-でマル・"ザ・ツイン・タイガー"と対戦し、KO勝ち。転向後、初勝利を挙げた。試合前に、格闘技転向後まだ白星のなかった曙の名を挙げ「曙よりも先に勝つ」と語っていたが、それを実現し、試合後、リング上で「相撲は強いんだよ!」とマイクアピールした[3]。
  - 12月31日、PRIDE 男祭り 2004で総合格闘技転向初戦となった元柔道シドニーオリンピック金メダリストの瀧本誠と対戦し、判定負け。
- 2007年3月23日、HEAT初参戦となったHEAT 3でキム・ジフンと対戦し、TKO勝ちを収めた。
  - 8月5日、K-1初参戦となったK-1 WORLD GP 2007 IN HONG KONGのASIA GPへ出場。1回戦で金泰泳と対戦し、右ハイキックでKO負け。
- 2008年12月14日、この日より開始されたHEAT総合ルール ヘビー級トーナメントに参戦。1回戦で濱田順平と対戦し、KO勝ち。
- 2009年3月28日、HEAT9のトーナメント準決勝で野地竜太と対戦し、KO勝ち。
  - 7月18日、HEAT10のトーナメント決勝でクリスチアーノ上西と対戦するも、ローブローを受け続行不可能となりノーコンテストとなった。
  - 9月26日、HEAT11で上西との再々戦（トーナメント決勝）を行なうも、2ラウンド終了後の延長ラウンドでTKO負けを喫し、HEATヘビー級王座を逃した。
- 2010年3月7日、SRC初参戦となったSRC12で中尾"KISS"芳広と対戦し、パウンドでTKO負け。
- 2013年8月25日、引退試合となったDEEP 63 IMPACTで中村和裕と対戦し、パンチラッシュでKO負け。

引退後は元妻の実家の家業にてタイ工場で働いていたが、2018年に退職。現在は再婚し、タイに本社を構える食品製造会社の日本営業部として、大きな成果をあげている。

## 改名歴
- 戦闘竜 広光（せんとりゅう ひろみつ）1988年7月場所-1997年5月場所
- 魁心山 扁利（かいしんざん へんり）1997年7月場所-1999年5月場所
- 戦闘竜 扁利（せんとりゅう -）1999年7月場所-2003年11月場所

## リングネーム
- 戦闘竜（日本）
- ヘンリー・ミラー（日本以外）

## 主な成績（大相撲）
- 通算成績：351勝253敗77休 勝率.581
- 幕内成績：19勝26敗 勝率.422
- 現役在位：93場所
- 幕内在位：3場所
- 各段優勝
  - 幕下優勝：1回 (1999年5月場所)
  - 序ノ口優勝：1回 (1988年9月場所)

### 場所別成績
| | 一月場所 初場所（東京） | 三月場所 春場所（大阪）   | 五月場所 夏場所（東京） | 七月場所 名古屋場所（愛知） | 九月場所 秋場所（東京）  | 十一月場所 九州場所（福岡） |
| --- | ----------------------- | ------------------------- | ----------------------- | --------------------------- | ------------------------ | --------------------------- |
| 1988年 （昭和63年） | x                       | x                         | x                       | （前相撲）                  | 東序ノ口51枚目 優勝 6–1  | 西序二段119枚目 4–3         |
| 1989年 （平成元年） | 西序二段89枚目 4–3      | 西序二段59枚目 5–2        | 東序二段22枚目 2–5      | 東序二段56枚目 休場 0–0–7   | 西序二段126枚目 6–1      | 東序二段52枚目 3–1–3        |
| 1990年 （平成2年） | 西序二段72枚目 5–2      | 東序二段25枚目 6–1        | 西三段目66枚目 6–1      | 東三段目18枚目 休場 0–0–7   | 東三段目78枚目 5–2       | 東三段目44枚目 6–1          |
| 1991年 （平成3年） | 東幕下60枚目 1–2–4      | 西三段目35枚目 休場 0–0–7 | 西三段目35枚目 6–1      | 東幕下55枚目 3–3–1          | 東三段目6枚目 休場 0–0–7 | 東三段目6枚目 2–5           |
| 1992年 （平成4年） | 西三段目34枚目 2–5      | 西三段目61枚目 5–2        | 西三段目30枚目 4–3      | 西三段目18枚目 3–4          | 東三段目33枚目 3–4       | 東三段目51枚目 6–1          |
| 1993年 （平成5年） | 東三段目5枚目 6–1       | 西幕下34枚目 4–3          | 西幕下23枚目 4–3        | 西幕下16枚目 4–3            | 東幕下12枚目 休場 0–0–7  | 東幕下12枚目 5–2            |
| 1994年 （平成6年） | 西幕下7枚目 2–5         | 東幕下22枚目 6–1          | 東幕下9枚目 5–2         | 西幕下4枚目 5–2             | 東幕下2枚目 6–1          | 東十両12枚目 9–6            |
| 1995年 （平成7年） | 東十両9枚目 6–9         | 東幕下筆頭 3–4            | 西幕下5枚目 4–3         | 東幕下3枚目 4–3             | 西幕下2枚目 0–2–5        | 東幕下37枚目 休場 0–0–7     |
| 1996年 （平成8年） | 東幕下37枚目 5–2        | 東幕下21枚目 2–5          | 西幕下40枚目 4–3        | 東幕下31枚目 6–1            | 東幕下13枚目 5–2         | 東幕下5枚目 3–4             |
| 1997年 （平成9年） | 東幕下8枚目 6–1         | 東幕下2枚目 2–5           | 東幕下14枚目 2–5        | 西幕下29枚目 6–1            | 西幕下12枚目 4–3         | 東幕下10枚目 6–1            |
| 1998年 （平成10年） | 東幕下2枚目 2–5         | 西幕下13枚目 1–6          | 西幕下36枚目 6–1        | 東幕下16枚目 4–3            | 西幕下12枚目 4–3         | 東幕下8枚目 3–4             |
| 1999年 （平成11年） | 東幕下14枚目 4–3        | 西幕下11枚目 4–3          | 東幕下9枚目 優勝 7–0    | 西十両11枚目 8–7            | 西十両10枚目 6–9         | 西十両13枚目 9–6            |
| 2000年 （平成12年） | 西十両9枚目 7–8         | 東十両11枚目 13–2         | 東十両2枚目 8–7         | 東前頭13枚目 8–7            | 西前頭12枚目 5–10        | 東十両筆頭 3–5–7            |
| 2001年 （平成13年） | 西十両9枚目 休場 0–0–15 | 西十両9枚目 9–6           | 西十両4枚目 7–8         | 東十両6枚目 9–6             | 西十両2枚目 7–8          | 西十両3枚目 8–7             |
| 2002年 （平成14年） | 東前頭15枚目 6–9        | 東十両3枚目 休場 0–0–15   | 東幕下筆頭 休場 0–0–7   | 東幕下41枚目 5–2            | 東幕下26枚目 2–5         | 西幕下44枚目 6–1            |
| 2003年 （平成15年） | 西幕下18枚目 5–2        | 東幕下9枚目 4–3           | 西幕下6枚目 4–3         | 西幕下3枚目 5–2             | 西十両11枚目 4–11        | 西幕下5枚目 引退 2–5–0      |
| 各欄の数字は、「勝ち-負け-休場」を示す。 優勝 引退 休場 十両 幕下 三賞：敢=敢闘賞、殊=殊勲賞、技=技能賞 その他：★=金星 番付階級：幕内 - 十両 - 幕下 - 三段目 - 序二段 - 序ノ口 幕内序列：横綱 - 大関 - 関脇 - 小結 - 前頭（「#数字」は各位内の序列） |                         |                           |                         |                             |                          |                             |

### 幕内対戦成績
| 力士名   | 勝数 | 負数 | 力士名 | 勝数 | 負数 | 力士名   | 勝数 | 負数 | 力士名 | 勝数 | 負数 |
| -------- | ---- | ---- | ------ | ---- | ---- | -------- | ---- | ---- | ------ | ---- | ---- |
| 蒼樹山   | 1    | 0    | 朝乃若 | 0    | 2    | 安美錦   | 1    | 2    | 皇司   | 0    | 2    |
| 大碇     | 0    | 1    | 小城錦 | 1    | 1    | 海鵬     | 1    | 1    | 旭鷲山 | 0    | 1    |
| 旭天鵬   | 1    | 0    | 金開山 | 2    | 0    | 光法     | 1    | 0    | 琴ノ若 | 0    | 1    |
| 琴龍     | 1    | 0    | 敷島   | 1    | 0    | 十文字   | 0    | 1    | 大至   | 1    | 0    |
| 高見盛   | 0    | 1    | 玉春日 | 0    | 1    | 千代天山 | 0    | 1    | 闘牙   | 0    | 1    |
| 時津海   | 3    | 0    | 栃栄   | 1    | 1    | 濱錦     | 1    | 0    | 濱ノ嶋 | 0    | 2    |
| 肥後ノ海 | 0    | 1    | 武雄山 | 0    | 1    | 湊富士   | 0    | 2    |        |      |      |

## 大相撲力士時代のエピソード
- アメリカ合衆国出身の非日系力士で関取に昇進した力士は多いが、ハワイ州以外の州の出身者では、戦闘竜が唯一である（東京都立川市出身だが、本籍はミズーリ州）。
- 戦闘竜と英語で日常会話が出来るようにと元幕下・小倉錦（現在はタレント、イベントプロデューサーの殿畑大作）が師匠の友綱（元関脇・魁輝）に「学費を出していただけるなら僕が勉強します」と申し出て英会話教室に通って英会話が出来るように努力したが、結局1年後には戦闘竜が日本語を覚えてしまったので小倉錦の英語学習は打ち切りとなった[8]。
- 新十両となった場所に、漫画『こちら葛飾区亀有公園前派出所』の両津勘吉を描いた化粧廻しを部屋の後援会から贈られた[9]。なお、当該作品の76巻で両津が乗っているパワーボートの名前が「戦闘竜」である。近年は漫画のキャラクターを化粧廻しのデザインにしている力士は特に珍しくもないが、戦闘竜が現役を務めていた時代はまだ珍しく、近年における化粧廻しのカジュアル化の走りともいえる。ただし、戦闘竜以前にも前例はあり、過去には玄武満が『天才バカボン』の主人公であるバカボンのパパをデザインした化粧廻しを使用していた事例がある。
- 立合い頭から当たる取り口の影響からか、20代後半から髪が薄くなってしまい、30代になると髷そのものが結えなくなった。十両復帰を目指していた1997年から1999年の時期には、同部屋の兄弟子魁皇から、「早く十両に戻ってこないと、大銀杏が結えなくなっちゃうよ。」と発破をかけられていたという。
- 1964年3月場所に高見山が入門して以降アメリカ合衆国出身力士が絶える事は無かったが、戦闘竜が引退した2003年11月場所番付では他に武蔵丸しかおらず、武蔵丸も場所中に引退していた事から、戦闘竜の引退と同時にアメリカ合衆国出身力士が0人となった。
- 同部屋の魁皇と大の仲良しで親友だった。1995年～1998年は相次ぐ膝や肩の怪我で番付がかなり落ちてしまい辞めて帰国しようかという状況だったが、魁皇に物凄い剣幕で説得され真剣に引き止められた事で奮起して幕内に昇進した。2000年5月場所で魁皇が初優勝した時も、言葉を交わす事なく握手し抱き合い涙を流していた。
- 2001年7月場所、何度も立ち合いで逃げて変わられている玉力道に、仇討ちの一発ノックアウトで勝った取り組みがある。2000年の11月場所で怪我で休場させられた恨みも晴らした。
- 2000年9月に結婚。
- 一時期大麻疑惑が一部で報道されていたが、師匠の10代友綱は12代武隈、世話人の王湖、弟子の魁皇を集め「もしアイツがクロだったら、オレは協会を辞めるから。後は頼んだぞ」と覚悟を決めていた[10]。

## 戦績

### 総合格闘技
| 総合格闘技 戦績 | 総合格闘技 戦績 | 総合格闘技 戦績 | 総合格闘技 戦績 | 総合格闘技 戦績 | 総合格闘技 戦績 | 総合格闘技 戦績 |
| --------------- | --------------- | --------------- | --------------- | --------------- | --------------- | --------------- |
| 23 試合         | (T)KO           | 一本            | 判定            | その他          | 引き分け        | 無効試合        |
| 6 勝            | 5               | 1               | 0               | 0               | 0               | 1               |
| 16 敗           | 13              | 2               | 1               | 0               | 0               | 1               |

| 勝敗 | 対戦相手                     | 試合結果                             | 大会名                                                   | 開催年月日     |
| ×    | 中村和裕                     | 1R 4:42 KO（スタンドパンチ連打）     | DEEP 63 IMPACT                                           | 2013年8月25日  |
| ×    | ソア・パラレイ               | 1R 1:22 TKO（パンチ連打）            | K-Oz Entertainment: Bragging Rights                      | 2012年9月3日   |
| ×    | 井上俊介                     | 1R 1:43 TKO（スタンドパンチ連打）    | HEAT20 〜HEAT20回記念大会〜                              | 2011年12月17日 |
| ×    | マイルズ・タイナネス         | 1R 3:29 TKO（パウンド）              | HEAT19                                                   | 2011年9月25日  |
| ×    | ℃-BOY                        | 1R 1:40 チョークスリーパー           | GLADIATOR 23                                             | 2011年9月3日   |
| ×    | 金泰泳                       | 1R 4:01 TKO (タオル投入)             | HEAT16                                                   | 2010年11月6日  |
| ×    | 中尾"KISS"芳広               | 2R 3:27 TKO（パウンド）              | SRC12                                                    | 2010年3月7日   |
| ○    | キム・ミンス                 | 1R 1:12 KO（膝蹴り）                 | The Khan 2                                               | 2009年11月27日 |
| ×    | イ・チャンソプ               | 1R 0:52 TKO（右フック）              | HEAT12                                                   | 2009年11月1日  |
| ×    | クリスチアーノ上西           | 3R 3:38 TKO（パウンド）              | HEAT11 【総合ルール ヘビー級トーナメント 決勝】          | 2009年9月26日  |
| －   | クリスチアーノ上西           | 1R 0:54 ノーコンテスト（ローブロー） | HEAT10 【総合ルール ヘビー級トーナメント 決勝】          | 2009年7月18日  |
| ○    | 野地竜太                     | 1R 1:14 KO（右フック→パウンド）      | HEAT9 【総合ルール ヘビー級トーナメント 準決勝】         | 2009年3月28日  |
| ○    | 濱田順平                     | 1R 0:52 KO（パウンド）               | HEAT8 【総合ルール ヘビー級トーナメント 1回戦】          | 2008年12月14日 |
| ×    | クリスチアーノ上西           | 1R 4:00 KO（左ハイキック）           | DEEP 29 IMPACT                                           | 2007年4月13日  |
| ○    | キム・ジフン                 | 1R 4:58 TKO（右フック）              | HEAT 3rd. in ZEPP NAGOYA                                 | 2007年3月23日  |
| ×    | ムスタファ・アルターク       | 1R 0:56 TKO（打撃）                  | Cage Rage 18: Battleground                               | 2006年9月30日  |
| ○    | 小椋誠志                     | 1R 1:37 チョークスリーパー           | パンクラス PANCRASE 2006 BLOW TOUR                       | 2006年8月27日  |
| ×    | ロバート・ベリー             | 1R 1:06 TKO（パウンド）              | Cage Rage 17: Ultimate Challenge                         | 2006年7月1日   |
| ×    | ズール                       | 1R 1:31 TKO（グラウンドの膝蹴り）    | PRIDE.30 STARTING OVER                                   | 2005年10月23日 |
| ×    | ジェームス・トンプソン       | 1R 1:31 KO（右アッパー）             | PRIDE 武士道 -其の八-                                    | 2005年7月17日  |
| ×    | 瀧本誠                       | 3R（10分/5分/5分）終了 判定0-3       | PRIDE 男祭り 2004 -SADAME-                               | 2004年12月31日 |
| ○    | マル・"ザ・ツイン・タイガー" | 1R 0:21 KO（右フック→パウンド）      | PRIDE 武士道 -其の伍-                                    | 2004年10月14日 |
| ×    | ジャイアント・シルバ         | 1R 4:04 チキンウィングアームロック   | PRIDE GRANDPRIX 2004 開幕戦 【ヘビー級グランプリ 1回戦】 | 2004年4月25日  |

### キックボクシング
| 勝敗 | 対戦相手   | 試合結果                          | 大会名                                                      | 開催年月日     |
| ×    | 楠ジャイロ | 1R 1:45 TKO（レフェリーストップ） | HEAT 26                                                     | 2013年3月31日  |
| ○    | 池野榮司   | 1R 0:13 KO                        | GLADIATOR 25                                                | 2011年10月30日 |
| ○    | 若翔洋     | 1R 1:06 TKO（レフェリーストップ） | Survivor 〜Round.6〜                                        | 2010年12月25日 |
| ×    | 高萩ツトム | 2R 1:09 TKO（タオル投入）         | 谷山ジム主催「Big bang 2 〜ビッグバン 統一への道 其の弐〜」 | 2010年7月31日  |
| ×    | 金泰泳     | 1R 1:43 KO（右ハイキック）        | K-1 WORLD GP 2007 IN HONG KONG 【ASIA GP 1回戦】            | 2007年8月5日   |